# Krymsk
Krymsk è una città della Russia europea meridionale (kraj di Krasnodar), situata nella pianura pedemontana ciscaucasica sulla sponda sinistra del fiume Adagum (affluente del Kuban'), 87 km a ovest di Krasnodar; è il capoluogo amministrativo del distretto omonimo.
Fondata nel 1862 come stanica di Krymskaja, dal nome di un battaglione di soldati cosacchi, ottenne lo status di città e il nome nella forma attuale nel 1958.
La città è un piccolo centro industriale (comparto alimentare), oltre che il centro di un distretto agricolo; è anche un nodo stradale e ferroviario (stazione ferroviaria di Krymskaja).

## Società

### Evoluzione demografica
Fonte: mojgorod.ru
- 1959: 32.800
- 1979: 48.200
- 1989: 50.900
- 2002: 56.623
- 2007: 56.500